# Lordomyrma
Lordomyrma – rodzaj mrówek z podrodziny Myrmicinae.
Opisany został w 1892 roku przez Carlo Emeryego. W przeszłości klasyfikowany w plemionach Myrmicini, Myrmecinini, Pheidolini i Stenammini. W 2015 roku na podstawie analiz filogenetycznych zaliczony został do Crematogastrini przez P.S. Warda i innych w 2015 roku.

## Gatunki
Należą tu 34 opisane gatunki:

- Lordomyrma accuminata Stitz, 1912
- Lordomyrma azumai (Santschi, 1941)
- Lordomyrma bhutanensis (Baroni Urbani, 1977)
- Lordomyrma caledonica (André, 1889)
- Lordomyrma crawleyi Menozzi, 1923
- Lordomyrma cryptocera Emery, 1897
- Lordomyrma curvata Sarnat, 2006
- Lordomyrma desupra Sarnat, 2006
- Lordomyrma diwata Taylor, 2012
- Lordomyrma emarginata Taylor, 2012
- Lordomyrma epinotalis (Mann, 1919)
- Lordomyrma furcifera Emery, 1897
- Lordomyrma hmong Taylor, 2012
- Lordomyrma idianale Taylor, 2012
- Lordomyrma infundibuli Donisthorpe, 1940
- Lordomyrma lakshmi Taylor, 2012
- Lordomyrma leae Wheeler, 1919
- Lordomyrma levifrons (Mann, 1921)
- Lordomyrma limatula Taylor, 2012
- Lordomyrma nigra Donisthorpe, 1941
- Lordomyrma polita (Mann, 1921)
- Lordomyrma punctiventris Wheeler, 1919
- Lordomyrma reticulata Lucky & Sarnat, 2008
- Lordomyrma rouxi (Emery, 1914)
- Lordomyrma rugosa (Mann, 1921)
- Lordomyrma sarasini (Emery, 1914)
- Lordomyrma sinensis (Ma, Xu, Makio & DuBois, 2007)
- Lordomyrma stoneri (Mann, 1925)
- Lordomyrma striatella (Mann, 1921)
- Lordomyrma sukuna Sarnat, 2006
- Lordomyrma taylori Bharti & Ali, 2013
- Lordomyrma tortuosa (Mann, 1921)
- Lordomyrma vanua Lucky & Sarnat, 2008
- Lordomyrma vuda Sarnat, 2006